# Ferrovia Pont-Saint-Martin - Gressoney

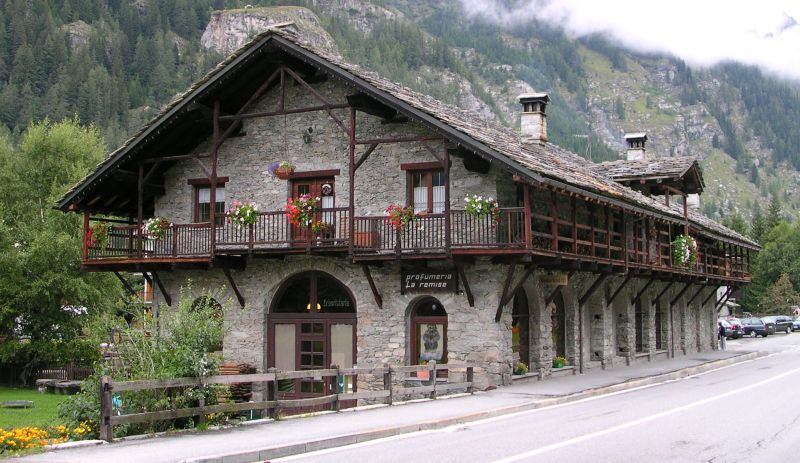
La Remisa a Gressoney-Saint-Jean.

La Ferrovia Pont-Saint-Martin - Gressoney è stata un progetto di linea ferroviaria elettrica a scartamento ridotto che doveva collegare Pont-Saint-Martin alla Valle del Lys.

## Storia e descrizione
Il 2 febbraio 1910 fu costituita a Pont-Saint-Martin una società per installare un tramway elettrico lungo la valle del Lys. Si prevedeva una spesa di 1.400.000 lire, il capitale iniziale fu fissato in 1.000.000 di lire, diviso in azioni del valore di 50 lire.
Nel 1916 la società Ernesto Breda sottopose al comune di Gressoney-Saint-Jean il progetto per una ferrovia elettrica a scartamento ridotto che risalendo la valle del Lys avrebbe collegato Pont-Saint-Martin a Gressoney-Saint-Jean.
Malgrado le numerose riunioni tra gli emissari della società e i rappresentanti dei comuni interessati alla linea, come il geometra Antonio De La Pierre delegato all'uopo per il comune di Gressoney-Saint-Jean, l'opera non venne mai realizzata.
Unica testimonianza di questa opera audace è il fabbricato conosciuto come La Remisa a Gressoney-Saint-Jean, costruito tra il torrente e la strada principale, poco prima del museo Beck-Peccoz, come stazione della linea ferroviaria.